# Rampò di Barcellona
Rampò Rampon in francese e in spagnolo, e Rampó in catalano (seconda metà dell'VIII secolo – 825) fu conte di Barcellona ed anche conte di Gerona, Besalú, ed Osona dall'820 all'825.

## Origine
Di nobile famiglia franca, molto probabilmente un Widonide, fu un fedele servitore di Carlo Magno.

## Biografia

La penisola iberica nell'814, con la Marca di Spagna, da poco costituita, che al tempo di Rampò, iniziava a disgregarsi

Rampò, dopo aver servito fedelmente l'imperatore Carlomagno, nell'814 ebbe l'incarico di recarsi a Doué-la-Fontaine (Angiò) per portare a Ludovico il Pio, allora re d'Aquitania, la notizia della morte dell'imperatore Carlo.
Dopo la deposizione del conte Berà, avvenuta nell'820, l'imperatore Ludovico il Pio elesse alla contea di Barcellona un franco che non era legato alle due fazioni in lotta tra loro (quella pacifista di Berà e quella bellicista del fratellastro Gocelone, spalleggiato dal fratellastro, Bernardo di Settimania), che dividevano la Gotia: Rampò, appunto.
Anche a Rampò fu confermato il titolo di marchese, perché le sue contee erano al confine con al-Andalus.
Nell'821, ricevette, dalla corte di Aquisgrana, l'ordine di attaccare e saccheggiare i territori musulmani; ordine che eseguì nel corso dell'822, assieme, sembra ad Aznar I Galíndez, conte di Cerdagna e d'Urgell e ad Aznar I Sánchez, duca di Guascogna (i due Aznar, probabilmente erano la stessa persona), attaccando in direzione del fiume Segre.
Rampò viene citato in un documento del 822 di Ludovico il Pio.
Secondo lo storico francese, Joseph Calmette è documentato che Rampò, nel 823, fosse conte di Girona, inoltre, tra l'818 e l'823, divenne anche marchese di Gotia.
Un conte Rampon viene certificato anche nel 844, mentre Calmette accetta la possibilità che potrebbe essere lo stesso personaggio, per depreux_prosopographie è senz'altro da escludere.
Rampò morì, molto probabilmente nell'825, e, lasciando il titolo vacante per alcuni mesi, fu sostituito solo nell'826, dopo l'assemblea di febbraio, tenutasi ad Aquisgrana.
Il prescelto fu Bernardo di Settimania, fratello minore di Berà e fratellastro di Gocelone, conte di Linguadoca-Rossiglione e d'Empúries e capo del partito della guerra.

## Discendenza
Di Rampò non si conosce né il nome della moglie né alcuna discendenza.